# Vũ trụ quan sát được
Vũ trụ quan sát được (hay còn gọi là vũ trụ khả kiến) đối với con người ở Trái Đất là một vùng không gian của vũ trụ tập hợp mọi vật chất, sự vật, hiện tượng mà con người với các phương tiện thiên văn có thể quan sát được trong thời điểm hiện tại.
Các nghiên cứu khoa học hiện đại thế kỷ 20 và đầu thế kỷ 21 đưa đến nhiều khả năng rằng phần quan sát được của vũ trụ là có giới hạn. Vật thể xa nhất mà con người đã quan sát được tính đến 29/9/2022 có lẽ là thiên hà JADES-GS-z13-0, với dịch chuyển đỏ z được ghi nhận là z = 13,2, tương ứng với thời gian ánh sáng di chuyển trong 13,6 tỉ năm, hay ở khoảng cách đồng chuyển động rời xa chúng ta khoảng 33,6 tỷ năm ánh sáng tính cả sự giãn nở của vũ trụ. Một bài báo vào tháng 4 năm 2023 gợi ý rằng JADES-GS-z13-0 trên thực tế không phải là một thiên hà mà là một ngôi sao tối có khối lượng gấp khoảng 1 triệu lần khối lượng Mặt Trời. Thêm 1 ứng cử viên cho vật thể xa nhất vũ trụ là thiên hà F200DB-045. Được phát hiện trong dữ liệu từ quan sát phát hành sớm (ERO) thu được bằng Camera hồng ngoại gần của Kính viễn vọng Không gian James Webb vào tháng 7/2022, F200DB-045 là một thiên hà có độ dịch chuyển đỏ cao, với độ dịch chuyển đỏ ước tính xấp xỉ z = 20,4, tương ứng với 168 triệu năm sau Big Bang, với thời gian ánh sáng di chuyển trong 13,7 tỉ năm, hay ở khoảng cách đồng chuyển động rời xa chúng ta khoảng 36,1 tỷ năm ánh sáng tính cả sự giãn nở của vũ trụ. Nếu được xác nhận, nó sẽ là một trong những thiên hà được biết đến sớm nhất và xa nhất được quan sát thấy. Tuy nhiên, giá trị dịch chuyển đỏ của thiên hà được trình bày theo quy trình trong một nghiên cứu có thể khác với các giá trị được trình bày trong các nghiên cứu khác sử dụng các quy trình khác.

## Lịch sử nghiên cứu
Cùng với lịch sử quan sát thế giới nói chung và lịch sử quan sát thiên văn nói riêng, quan niệm của con người về vũ trụ ngày càng mở rộng. Khởi đầu bằng các quan sát về các hiện tượng thời tiết, sự mọc và lặn của Mặt Trời, người Babylon cách đây 4000 năm đã tính ra nhật thực, nguyệt thực và xây dựng âm lịch. Thuyết địa tâm của Claudius Ptolemaeus (90-168) hình dung vũ trụ là một quả cầu với Trái Đất ở tâm, mặt Trời, các hành tinh và các thiên thể khác quay xung quanh.
Thuyết nhật tâm được phát triển bởi Nicolaus Copernicus (1473-1543), Galileo Galilei (1564-1642) và Johannes Kepler (1571-1630) thay thế cho thuyết địa tâm với giả thiết chính rằng Mặt Trời ở giữa, Trái Đất và các hành tinh quay xung quanh đã mở ra một bước tiến mới trong nhận thức vũ trụ.

## Hình ảnh

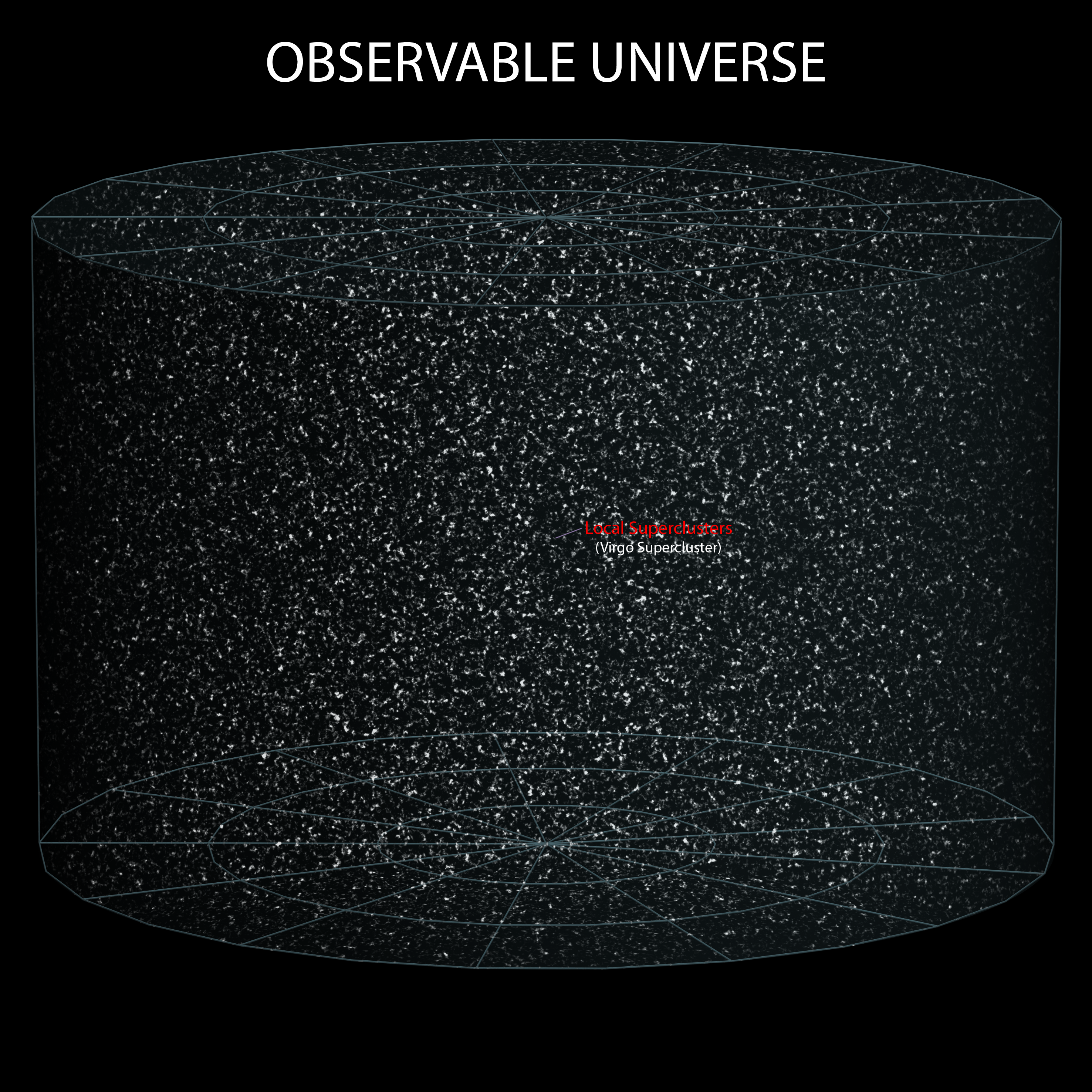
Vũ trụ khả kiến với Siêu đám Xử Nữ được đánh dấu
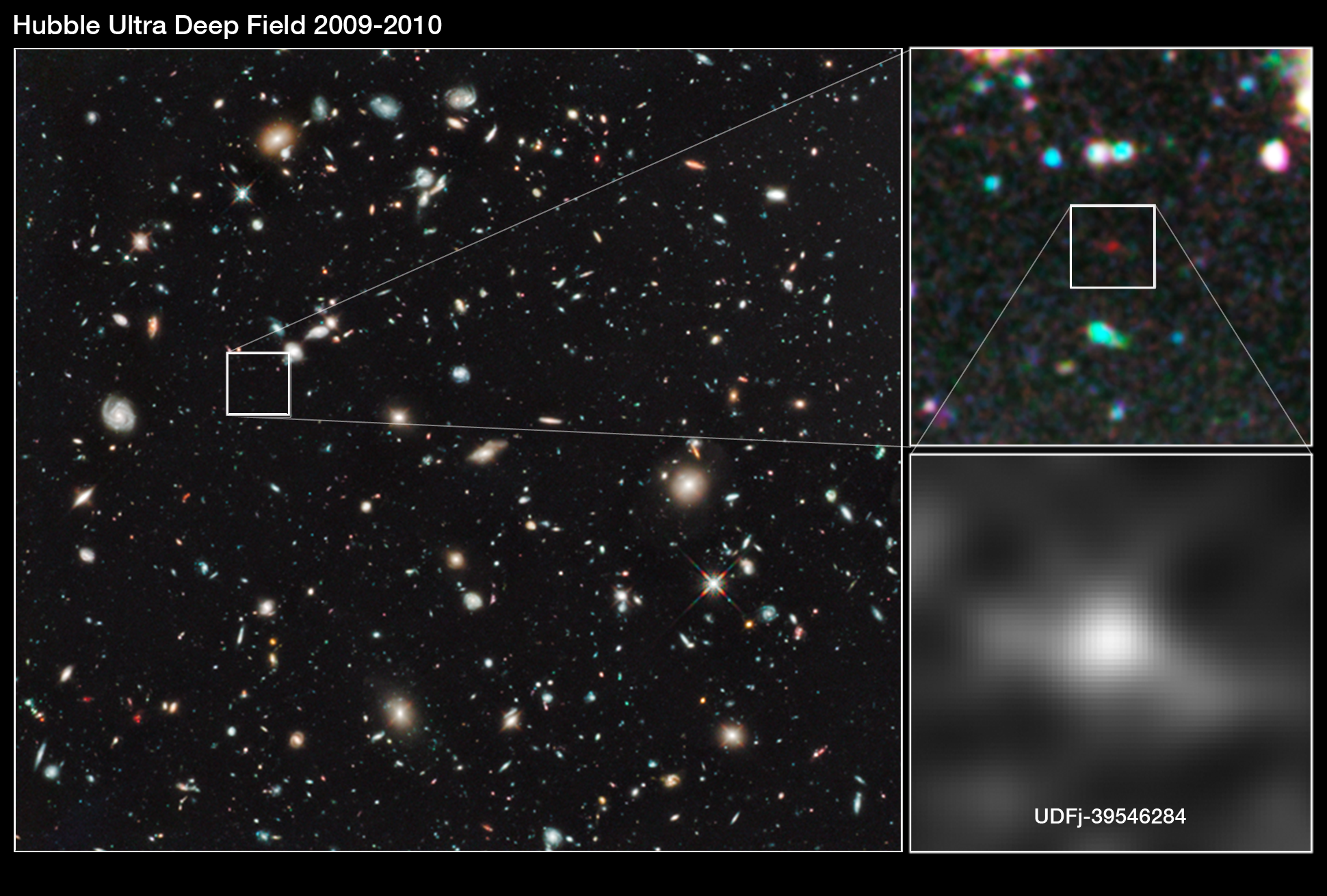
UDFj-39546284, thiên hà đang giữ kỷ lục về khoảng cách
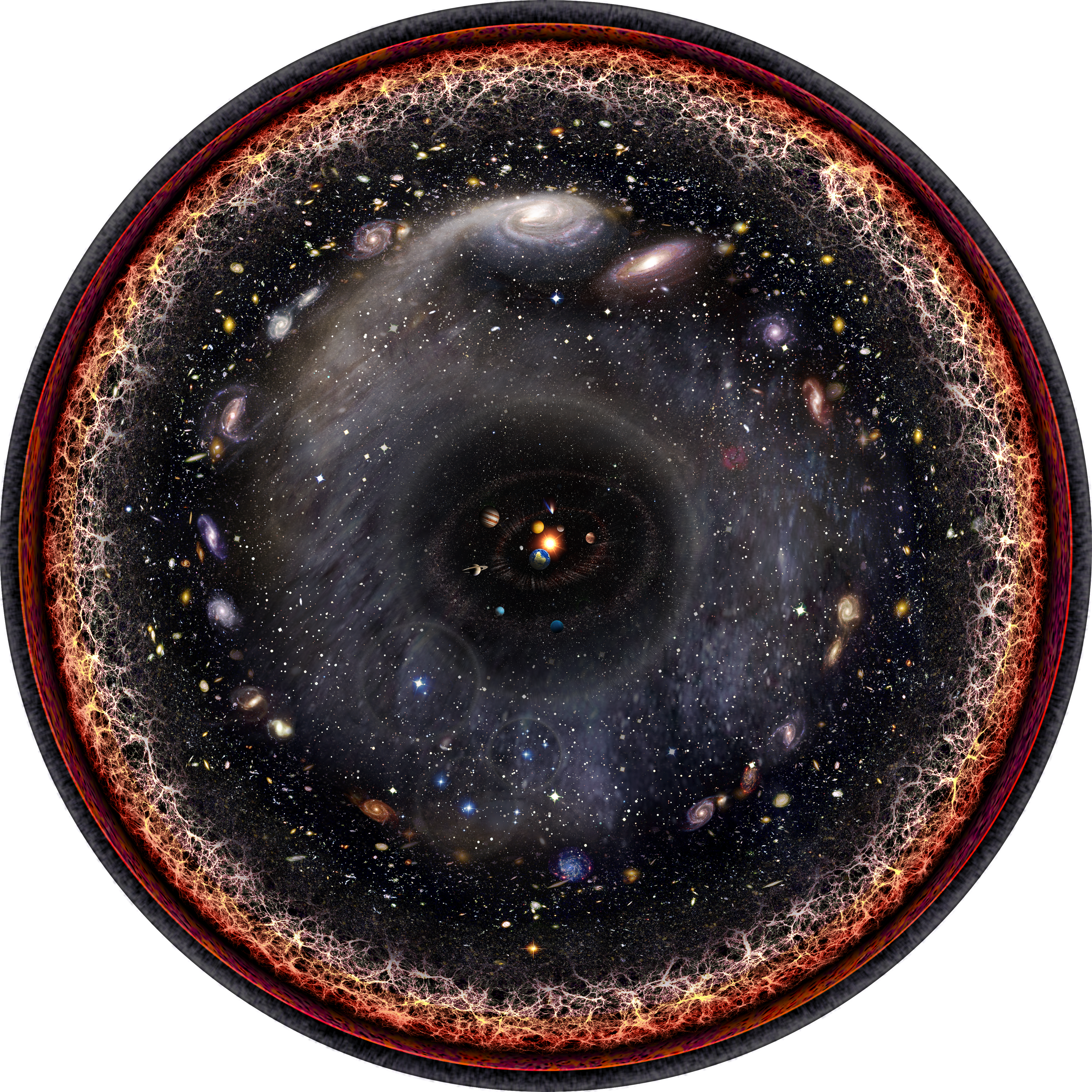
Vũ trụ khả kiến theo hình ảnh thu nhỏ,với hệ mặt trời là trung tâm